# Sextus Otto Lindberg
Sextus Otto Lindberg, född 29 mars 1835 i Stockholm, död 20 februari 1889 i Helsingfors, var en svensk botaniker, till stor del verksam i Finland. Han var far till Harald Lindberg.
Lindberg blev student vid Uppsala universitet 1855 och ägnade sig åt botaniken, särskilt åt insamling och undersökning av mossor, men studerade samtidigt medicin vid Karolinska institutet i Stockholm, där han blev kirurgie kandidat 1859 och medicine licentiat 1863. Efterhand kom han att genomföra forskningsresor även utanför Skandinavien.
Många smärre uppsatser av honom från denna tid ingår i Vetenskapsakademiens "Öfversikt" samt i in- och utländska tidskrifter (även andra delen av Carl Johan Hartmans flora, nionde upplagan, är till stor del ett verk av Lindberg). År 1864 utgav han i Uppsala för medicine doktorsgrad den till botaniken närstående farmakologiska avhandlingen Om de officinela barkarne samt speciminerade samma år för professuren i botanik vid Helsingfors universitet med avhandlingen Om de europeiska Trichostomeæ. Han utnämndes till professor i botanik vid Helsingfors universitet 1865 och ägnade sig därefter nästan uteslutande åt mossornas systematik, på vilket område han var samtidens förnämsta auktoritet. Som vetenskaplig forskare och som ordförande i Societas pro Fauna et Flora Fennica verkade han mycket för botanikens studium i Finland. 
Lindberg redogjorde inte för sina mer på studier i naturen än på morfologiska teorier grundade åsikter rörande mossornas naturliga system i några större arbeten. Hans skrifter består av en stor mängd uppsatser, avhandlingar och monografier, de flesta i in- och utländska lärda sällskaps handlingar och tidskrifter samt i akademiska program. Här kan nämnas Musci scandinavici in systemate novo naturali dispositi (1879) samt Utkast till en naturlig gruppering af Europas bladmossor med toppsittande frukt (1878).
Efter att först främst ha studerat bladmossorna, övergick Lindberg senare till de mer förbisedda levermossorna. Av dessa utgav han ett exsickatverk, Hepaticæ Scandinaviæ exsiccatæ, varav dock endast en faskikel utkom. I samtliga hans arbeten har utredningen av arternas synonymi en central betydelse. Han blev filosofie hedersdoktor vid Uppsala universitets jubelfest 1877 och utländsk ledamot av svenska Vetenskapsakademien 1886. Hans utmärkta herbarium inlöstes av Helsingfors universitet.
Auktorsnamnet Lindb. kan användas för Sextus Otto Lindberg i samband med ett vetenskapligt namn inom botaniken; se Wikipediaartiklar som länkar till auktorsnamnet.